# OKd1
OKd1 – polskie oznaczenie parowozu tendrzaka pruskiej serii T52 (późniejsze oznaczenie BR 720). W służbie PKP znajdował się tylko jeden egzemplarz tego parowozu.

## Historia
Parowozy pruskiej serii T52 były budowane w latach 1899–1900. Wyprodukowano jedynie 36 egzemplarzy z przeznaczeniem do użytku w berlińskim węźle kolejowym. Służbę w DRG zakończyły już w 1926. Ostatnie dwa egzemplarze przerobione na parę przegrzaną wycofano z użytku w NRD w 1955.
Po zakończeniu I wojny światowej na stanie PKP znalazł się 1 parowóz OKd1.